# Distritos de París

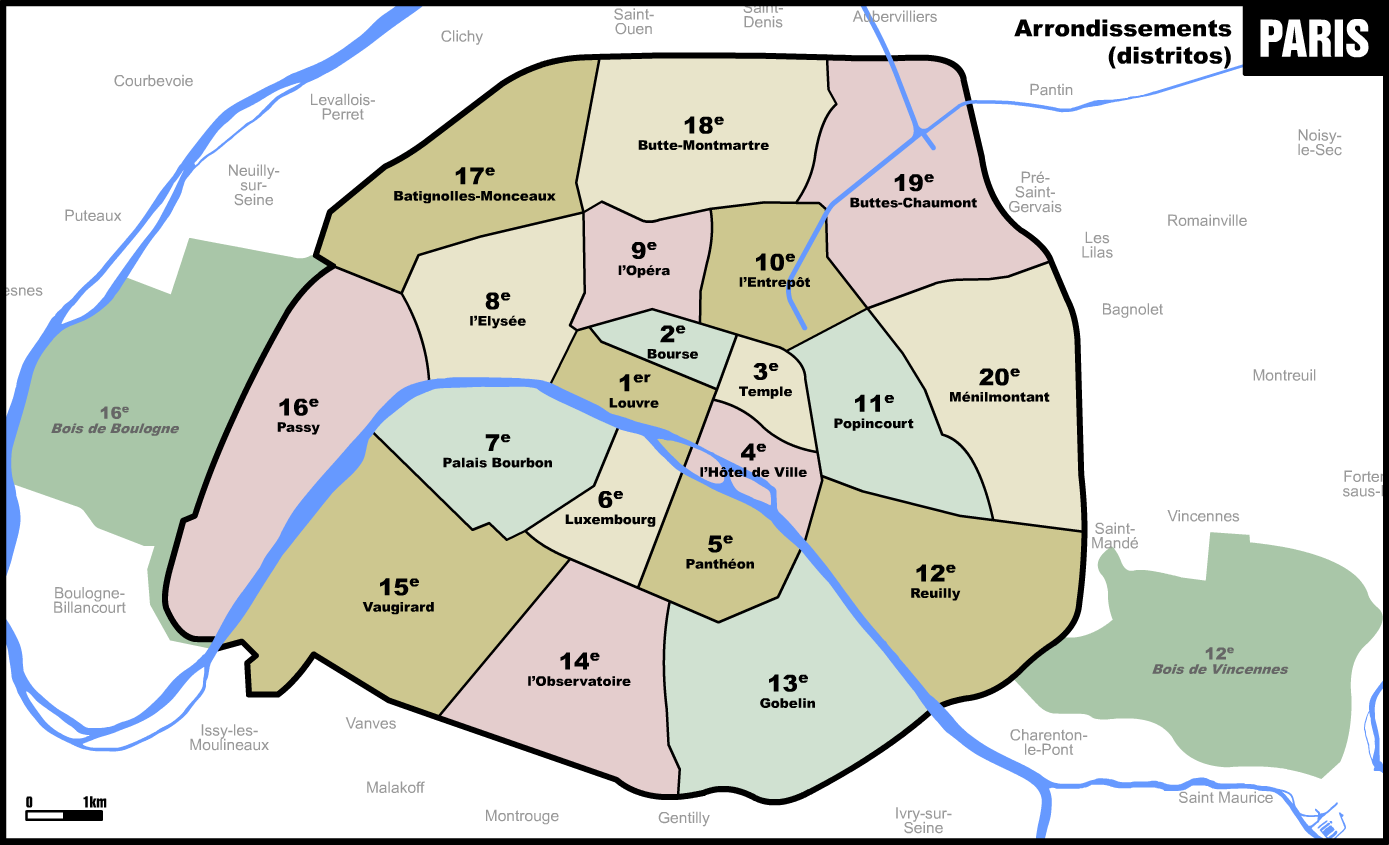
Mapa de París, dividido en distritos.

La ciudad de París se divide en veinte arrondissements municipaux (distritos municipales, en traducción aproximada), llamados comúnmente arrondissements. No hay que confundirlos con los distritos departamentales, en los que se dividen cada uno de los 100 departamentos.

## Descripción
Los veinte distritos están dispuestos en espiral en el sentido del reloj, comenzando por el Distrito I, en el centro de la ciudad, en la ribera derecha del Sena. Parecen haber existido razones políticas y científicas por las que el Barón Haussmann decidió esta peculiar morfología de los Distritos de París. Las letras al lado de cada distrito indican si este se encuentra en la ribera izquierda (I) o derecha (D) del Sena.
El número de cada distrito se puede escribir tanto en números romanos como en números arábigos, mediante los dos últimos dígitos en los códigos postales parisinos.
| Distrito           | Nombre              | Área (km²)     | Población (1999) | Población (est. 2005) | Densidad (2005) (hab/km²) | Pico de población |
| ------------------ | ------------------- | -------------- | ---------------- | --------------------- | ------------------------- | ----------------- |
| I distrito (D)     | Louvre              | 1,826          | 16 888           | —                     | 9 249 (1999)              | antes de 1861     |
| II distrito (D)    | Bourse              | 0,992          | 19 585           | —                     | 19 743 (1999)             | antes de 1861     |
| III distrito (D)   | Temple              | 1,171          | 34 248           | —                     | 29 247 (1999)             | antes de 1861     |
| IV distrito (D)    | Hôtel-de-Ville      | 1,601          | 30 675           | —                     | 19 160 (1999)             | antes de 1861     |
| V distrito (I)     | Panthéon            | 2,541          | 58 849           | 59 300                | 23 337                    | 1911              |
| VI distrito (I)    | Luxembourg          | 2,154          | 44 919           | 45 800                | 21 263                    | 1911              |
| VII distrito (I)   | Palais-Bourbon      | 4,088          | 56 985           | 55 700                | 13 625                    | 1926              |
| VIII distrito (D)  | Élysée              | 3,881          | 39 314           | 39 200                | 10 100                    | 1891              |
| IX distrito (D)    | Opéra               | 2,179          | 55 838           | 58 800                | 26 985                    | 1901              |
| X distrito (D)     | Enclos-St-Laurent   | 2,892          | 89 612           | 89 600                | 30 982                    | 1881              |
| XI distrito (D)    | Popincourt          | 3,666          | 149 102          | 150 500               | 41 053                    | 1911              |
| XII distrito (D)   | Reuilly             | 16,324¹ 6,377² | 136 591          | 139 100               | 21 813²                   | 1962              |
| XIII distrito (I)  | Gobelins            | 7,146          | 171 533          | 177 900               | 24 895                    | 20055             |
| XIV distrito (I)   | Observatoire        | 5,621          | 132 844          | 134 200               | 23 875                    | 1954              |
| XV distrito (I)    | Vaugirard           | 8,502          | 225 362          | 231 500               | 27 229                    | 1962              |
| XVI distrito (D)   | Passy               | 16,305³ 7,8464 | 161 773          | 146 900               | 18 7234                   | 1962              |
| XVII distrito (D)  | Batignolles-Monceau | 5,669          | 160 860          | 160 300               | 28 277                    | 1954              |
| XVIII distrito (D) | Butte-Montmartre    | 6,005          | 184 586          | 188 500               | 31 391                    | 1931              |
| XIX distrito (D)   | Buttes-Chaumont     | 6,786          | 172 730          | 185 400               | 27 321                    | 20055             |
| XX distrito (D)    | Ménilmontant        | 5,984          | 182 952          | 188 600               | 31 517                    | 1936              |

NOTAS:
1. Incluye el Bosque de Vincennes
2. Sin el Bosque de Vincennes
3. Incluye el Bosque de Boulogne
4. Sin el Bosque de Boulogne
5. 2005, año de la estimación oficial más reciente; la población de esos distritos puede seguir aumentando.
|                                              |
| Densidad de población en 2011 por distritos. |

|                                                     |
| Los barrios administrativos de París por distritos. |

Cada distrito se divide administrativamente en cuatro quartiers o barrios. De esta forma, París tiene 80 quartiers administratifs, en cada uno de los cuales hay una comisaría.

## Logos

Paris Centre (Distritos I, II, III, IV)
V Distrito
VI  Distrito
VII  Distrito
VIII  Distrito
IX Distrito
X Distrito
XI Distrito
XII Distrito
XIII Distrito
XIV Distrito
XV Distrito
XVI Distrito
XVII Distrito
XVIII Distrito
XIX Distrito
XX Distrito

## Gobierno y política
Las elecciones municipales se realizan por sector electoral, cada uno correspondiente a un distrito. Cada lista presenta sus candidatos a consejero (conseiller), y de acuerdo con el número de votos obtenido se asignarán primero las bancas de consejeros de París y luego los escaños de consejeros de distrito. Los consejeros de París tienen funciones legislativas con atribuciones de un Concejo Municipal (que administra la comuna) y de un Consejo General (que administra el departamento), y tienen una banca tanto en el Concejo de la Ciudad de París (Conseil de Paris) como en el Concejo del distrito en el que fueron elegidos. Los consejeros de distrito sólo cumplen funciones dentro del distrito en el que fueron elegidos.
Cada distrito tiene entre 1 y 18 consejeros de París, y entre 10 y 36 consejeros de distrito. El I Distrito de París es el distrito con menor cantidad de consejeros (uno de la ciudad y diez distritales) y el XV Distrito es que más tiene (18 consejeros de París y 36 de distrito), tras una reorganización de julio de 2013.
Cada Consejo de distrito está presidido por un alcalde distrital (maire d'arrondissement), elegido en comicios que se celebran ocho días después de las elecciones a alcalde de París.

## Historia

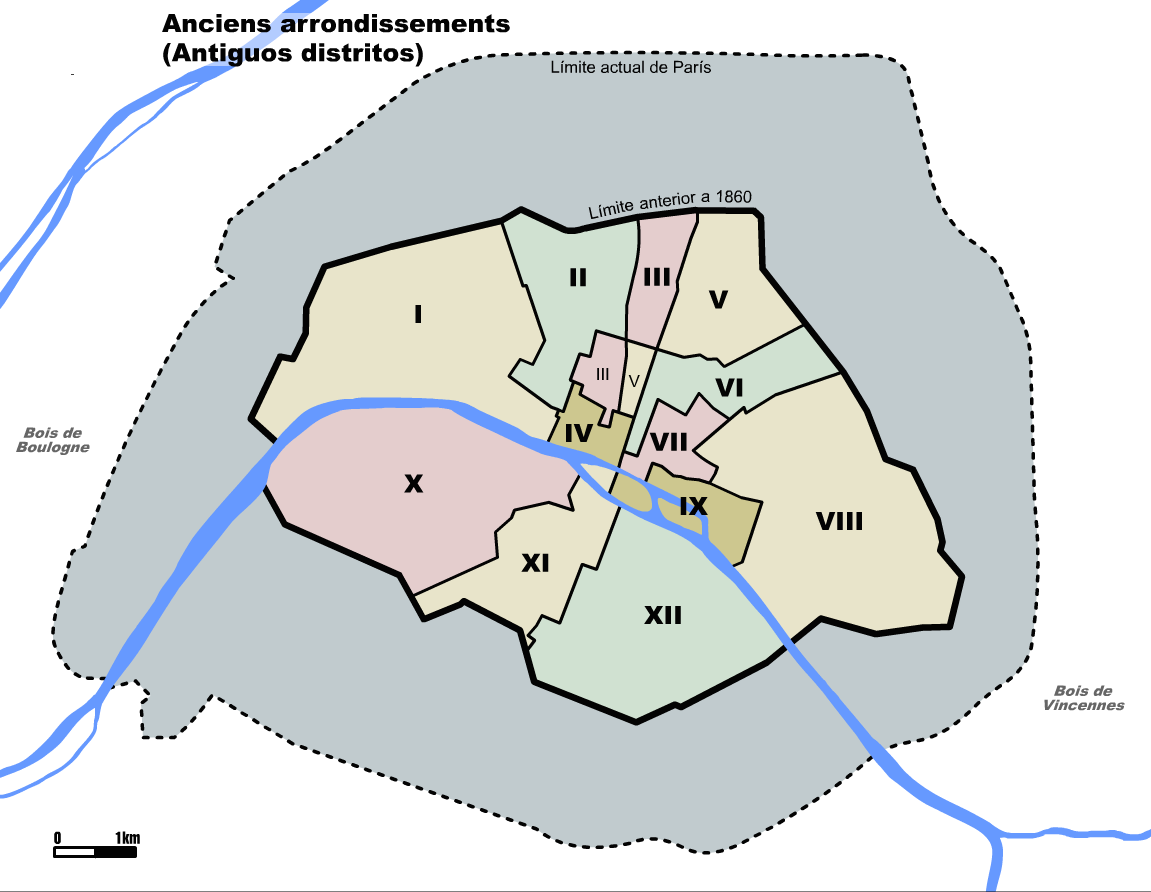
Los doce antiguos distritos y la comparación con las dimensiones de París tras la expansión de 1860.

### Antes de 1860
El 11 de octubre de 1795, París fue subdividida en doce distritos. Se numeraron de oeste a este, con los números del uno al nueve en la Ribera derecha del Sena y del diez al doce en la Ribera izquierda. Cada distrito se subdividía en cuatro quartiers (barrios), que correspondían a los cuarenta y ocho distritos originales instaurados en 1790.

### Después de 1860
El 1 de enero de 1860, Napoleón III anexó los territorios de las comunas vecinas Grenelle, Vaugirard, Bercy, Charonne, Belleville, La Villette, La Chapelle, Montmartre, Les Batignolles, Passy y Auteuil, expandiendo así los límites de la ciudad. Los doce distritos fueron redistribuidos al mismo tiempo que se anexó territorio y con ellos se crearon los veinte distritos actuales.
Cuando se hace referencia a los registros históricos (en los que es importante distinguir entre los sistemas antiguo y nuevo), los distritos antiguos son indicados con el término ancienne: «2ème ancienne» o «8ème anc.».
Después de 2020
Después de la 2.ª ronda de elecciones municipales en Paris los Distritos 1,2,3 y 4 se unieron y se creó PARIS CENTRE.